# 宝石 (井上麻里奈の曲)
「宝石」（ほうせき）は、井上麻里奈の1作目のシングル。2004年8月11日、アニプレックスから発売された。

## 概要
声優・井上麻里奈のデビューシングルで、プロデュースは梶浦由記が担当している。
「宝石」はOVA『コゼットの肖像』エンディングテーマ、「Ballad」は同OVAのVol.3 挿入歌として使用された。

## 収録曲
1. 宝石 [4:56]
作詞・作曲・編曲：梶浦由記
  - OVA『コゼットの肖像』エンディングテーマ
2. Ballad [5:23]
作詞・作曲・編曲：梶浦由記
  - OVA『コゼットの肖像』Vol.3 挿入歌
3. 宝石（original karaoke）
4. Ballad（original karaoke）